# Lipiny (Świętochłowice)

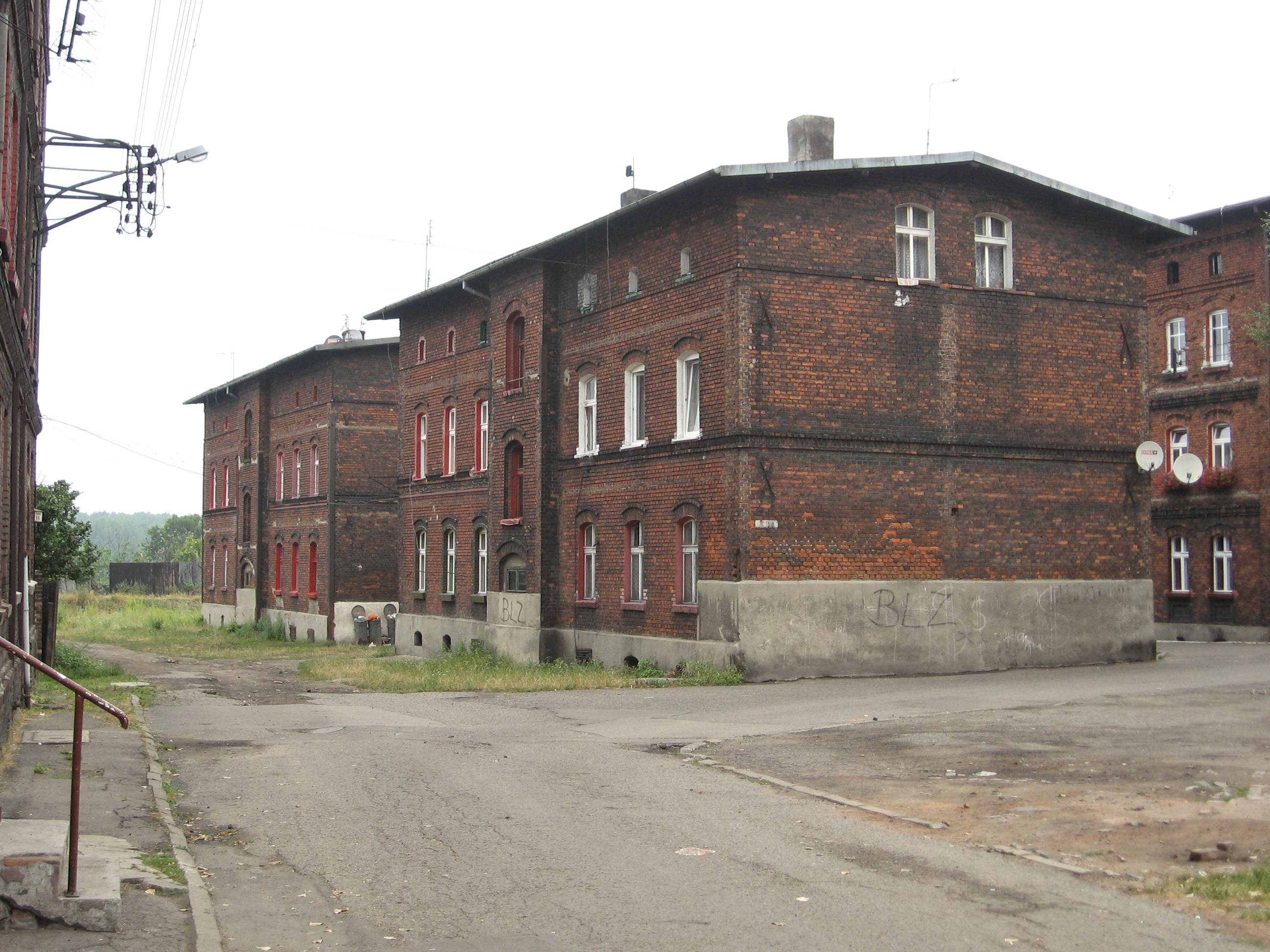
Casas en Lipiny.

Lipiny - amarillo en el mapa.

Lipiny (alemán: Lipine) es un distrito de la ciudad de Świętochłowice en  Alta Silesia al sur de Polonia. En el norte, Lipiny limita con la ciudad de Bytom, en el oeste con la ciudad de Ruda Śląska, en el este con los distritos de Chropaczów y Piaśniki, mientras que en el sur Lipiny limita con el centro de la ciudad.
Lipiny es el distrito más joven de Świętochłowice, con una historia que se remonta a principios del siglo XIX, cuando, junto con toda Silesia, pertenecía al Reino de Prusia. En ese momento, existía allí un folwark, mencionado en 1802, como parte de la propiedad en Chropaczow de Georg Christian Carl Henschel. El folwark, cuya superficie era de 75 hectáreas, estaba situado al borde de un bosque, por donde discurre ahora la calle Chorzowska (antigua Kronprinzstrasse), la principal arteria de Lipiny. Durante algún tiempo, el único residente del folwark fue un funcionario llamado Lipina, en honor del cual el distrito recibió posteriormente el nombre. Cerca de su residencia, se construyeron más tarde varias casas de trabajadores forestales.
En el siglo XIX Lipiny, o Lipina, como parte del Imperio Alemán se desarrolló rápidamente y surgió como un importante centro industrial, con la Fundición de Zinc de Silesia, inaugurada en 1847 como Acería de Konstancja. La planta, que se amplió enormemente en las décadas de 1860 y 1880, fue a principios del siglo XX la mayor fundición de zinc de Europa. En 1961, la Fundición de Zinc de Silesia se fusionó con la Fundición de Zinc Wełnowiec, situada en Katowice (antigua Acería de Hohenlohe), para crear la Fábrica Metalúrgica de Silesia, con sede en Katowice. Entre 1998 y 2000, la fundición de Lipiny se cerró gradualmente, y en 2001 la antigua planta fue adquirida por una empresa privada. 
A mediados del siglo XIX, la población de Lipiny alcanzó más de 1100 habitantes, y creció rápidamente, debido a la rápida expansión del asentamiento. En 1864, se abrió el primer hospital en Lipine. Su construcción fue financiada por la fundición de zinc, y en 1873 se abrió una oficina de correos. Tres años después, Lipiny tuvo su primera conexión ferroviaria con Bytom. El asentamiento, que crecía rápidamente, se separó en 1879 de Chropaczów, se construyeron obras hidráulicas y una estación de bomberos. En 1872 se terminó de construir la iglesia católica de Santa Bárbara y en 1875 se abrió la mina de carbón de Matylda. A principios del siglo XX, Lipiny tenía una línea de tranvía a Bytom.
A principios del siglo XX, se fundaron varias organizaciones étnicas polacas en Lipiny, junto con un coro polaco y una librería. Los residentes polacos del asentamiento participaron activamente en las sublevaciones de Silesia. En el Plebiscito de Alta Silesia de 1921, el 56,4% de los residentes de Lipiny votaron por Polonia y, como resultado, el asentamiento fue anexado a la Segunda República Polaca. En 1924 se inauguró en Lipiny un monumento dedicado a las sublevaciones de Silesia. En el período interbélico Lipiny fue considerada como una de las comunas polacas más avanzadas y desarrolladas, pero también una de las más contaminadas de Europa. Igualmente, contaba con un equipo de fútbol, el Naprzód Lipiny.
En la noche del 2 al 3 de septiembre de 1939, Lipiny fue tomada por la Wehrmacht. Permaneció en el Tercer Reich hasta el 28 de enero de 1945, cuando las unidades del Ejército Rojo entraron en el asentamiento. En 1946, todas las plantas fueron nacionalizadas, y el 17 de marzo de 1951, Lipiny fue anexionada por la ciudad de Świętochłowice. 